# Bastian (Virginia)
Bastian es un lugar designado por el censo ubicado en el condado de Bland en el estado estadounidense de Virginia. En el Censo de 2020 tenía una población de 343 habitantes y una densidad poblacional de 112,83 habitantes por km². Fue incluido como CDP en el censo de 2020. Bastian está a 6 km al noroeste de Bland. Bastian tiene una oficina de correos con el código postal 24314.

## Geografía
Bastian se encuentra ubicado en las coordenadas 37°09′07″N 81°09′00″O / 37.15194, -81.15000. Según la Oficina del Censo de los Estados Unidos,  tiene una superficie total de 3,04 km², todos  correspondientes a tierra firme.

## Historia
La pequeña ciudad apalache de Bastian, Virginia. se creó entre 1905 y 1908. Su nombre original era Parkersburg, puesto por Parker Hornberger quién junto a Jack Hager poseía la mayor parte de sus tierras. Más tarde pasó a manos de James Stark y Eli Leedy y fue entonces cuando se cambió el nombre por el actual, Bastian, que provenía del gerente del único ferrocarril del condado, F.E. Bastian.
En 1923 se construyó la primera escuela de la ciudad cerca de Hunting Camp Creek, hasta entonces su colegio era una sala de una casa. 
Con la llegada de Virginia Hardwood Lumber Company en 1927 la población aumentó considerablemente. Esto hizo que se necesitasen más aulas y se construyeron más colegios, sin embargo, no fue hasta 1955 que no se construyó el colegio primaria en Bastian, con un coste de 112,215.79.$. Actualmente este edificio sirve como Oficina a la Junta Escolar del Condado de Bland. 

## Industrias
A lo largo de los años Bastian ha sido la casa de muchos empresarios y trabajadores. El W.F. White Lumber Company, el G.W. Miller Mining Planing Mill, el Canva Mining Company, el C&A Lumber Company y el Tultex Sewing Factory han operado en la ciudad. 
Virginia Hardwood Lumber Company dirigió un gran aserradero de doble banda en Bastian desde 1927 hasta 1944, empleando a 350 trabajadores en su pico de producción. 
Hoy, General Injectables and Vaccines, una compañía farmacéutica mayorista, es una de las principales empresas. En la década de 1930, se organizó en Bastian uno de los campamentos CCC más distinguidos del New Deal, y miles de jóvenes pasaron por sus puertas.
A medida que la industria maderera creció, se necesitaron nuevos métodos para transportar los materiales. En 1912, la compañía New River, Holston y Western Railroad construyeron un nuevo ferrocarril a Rocky Gap, Virginia. En 1914, W.E. Mingea Jr. de Abingdon, Virginia, propietaria de toda la gran reserva en el condado de Bland, decidió construir el ferrocarril desde Bastian a Suiter.
Esta nueva línea de ferrocarril se extendía desde Narrows, Virginia, hasta las comunidades de Niday, Round Bottom y Rocky Gap. Continuó desde allí hasta Hicksville, Bastian y Suiter. Este tren sirvió para muchos propósitos, incluido el transporte de pasajeros, hasta que se suspendió en 1946.

## Logros
A mitad de 1930 Bastian se convierte en la primera ciudad del condado de Bland en usar electricidad, gracias al generador de Virginia Hardwood Lumber Co que produjo tanta electricidad como para abastecer al pueblo y a la propia empresa. 
A mediados de la década de 1940, el campamento de CCC, Virginia Hardwood Lumber Company y el ferrocarril se cerraron. 
A mediados de 1970, la carretera interestatal 77 fue construida justo al este de Bastian.